# Lepista pseudoectypa
Lepista pseudoectypa är en svampart som först beskrevs av M. Lange, och fick sitt nu gällande namn av Gulden 1983. Lepista pseudoectypa ingår i släktet Lepista och familjen Tricholomataceae.  Arten är reproducerande i Sverige. Inga underarter finns listade i Catalogue of Life.